# Nguyễn Cửu Đàm
Nguyễn Cửu Đàm (阮久潭, ?-1777) là danh tướng và cũng là nhà doanh điền thời chúa Nguyễn trong lịch sử Việt Nam. 
Ông được lịch sử ghi nhận là nhà quy hoạch Sài Gòn đầu tiên khi khép kín thành phố bằng ba mặt sông và một mặt thành, tạo nên một thể thống nhất về địa lý kinh tế, xã hội và bố phòng .

## Sự nghiệp
Thân thế và sự nghiệp Nguyễn Cửu Đàm, sử sách biên chép không nhiều. Chỉ biết quê ông ở Gia Định và là con trai thứ năm của Chánh thống cai cơ Nguyễn Cửu Vân.
Thời chúa Nguyễn Phúc Thuần (1765-1777), ông làm võ quan với hàm Hữu quân Phó tiết chế, tước Đàm Ưng hầu.
Năm 1767, Xiêm La bị Miến Điện đánh phá, cướp bóc rồi bắt cả vua. Năm sau (1768), một người gốc Quảng Đông (Trung Quốc) tên là Taksin (tức Trịnh Quốc Anh) từng giữ chức Phi nhã (Phya) đất Mang Tát, tự khởi binh rồi lên ngôi vua...
Vua Cao Miên khi ấy là Nặc Tôn, lấy lý do Taksin không thuộc dân tộc Xiêm La, nên không chịu cống nạp nữa. Taksin bèn đem quân qua Cao Miên đặt Nặc Nộn thay Nặc Tôn và chiếm đóng Nam Vang.
Biết con vua Xiêm La cũ là Chiêu Thúy còn ở Hà Tiên, sợ ngày sau sinh ra biến loạn, tháng 10 năm Tân Mão (1771) Taksin đem binh thuyền sang vây đánh Hà Tiên. Đô đốc Mạc Thiên Tứ giữ không nổi, đành phải bỏ thành chạy về Trấn Giang (nay là Cần Thơ)...Tháng 6 năm sau (1772) chúa Nguyễn (Nguyễn Phúc Thuần) giáng chức Nguyễn Cửu Khôi vì đã không kịp ứng cứu Hà Tiên và vì để Cao Miên mất về tay Xiêm La, cử Thống suất Nguyễn Cửu Đàm thay Cửu Khôi giữ chức điều khiển, để đem quân đi cản phá quân xâm lấn.
Bị đánh bại, Taksin lẫn Nặc Nộn đều tháo chạy. Thừa thắng, Nguyễn Cửu Đàm dẫn quân thu phục luôn Nam Vang, La Bích, đưa Nặc Tôn về làm vua như xưa, rồi mới rút quân về Gia Định. Cùng năm ấy (1772), ông cho đào gắp rút kênh Ruột Ngựa và xây dựng lũy Bán Bích dài 8,586 km, nối hai đầu rạch Bến Nghé và rạch Thị Nghè, xuống đến cầu Bông, tạo một vòng cung bao quanh Sài Gòn như một hòn đảo có diện tích khoảng 50km2.
Theo sử liệu, thì năm Đinh Dậu (1777), ông chết trận trong chiến dịch Ký Giang cùng Nội tả Chưởng cơ Phó tiết chế Tuấn Đức hầu Nguyễn Cửu Tuấn (chắt của Nguyễn Cửu Ứng) nhưng chưa rõ là đã giao chiến với ai.

## Ghi công

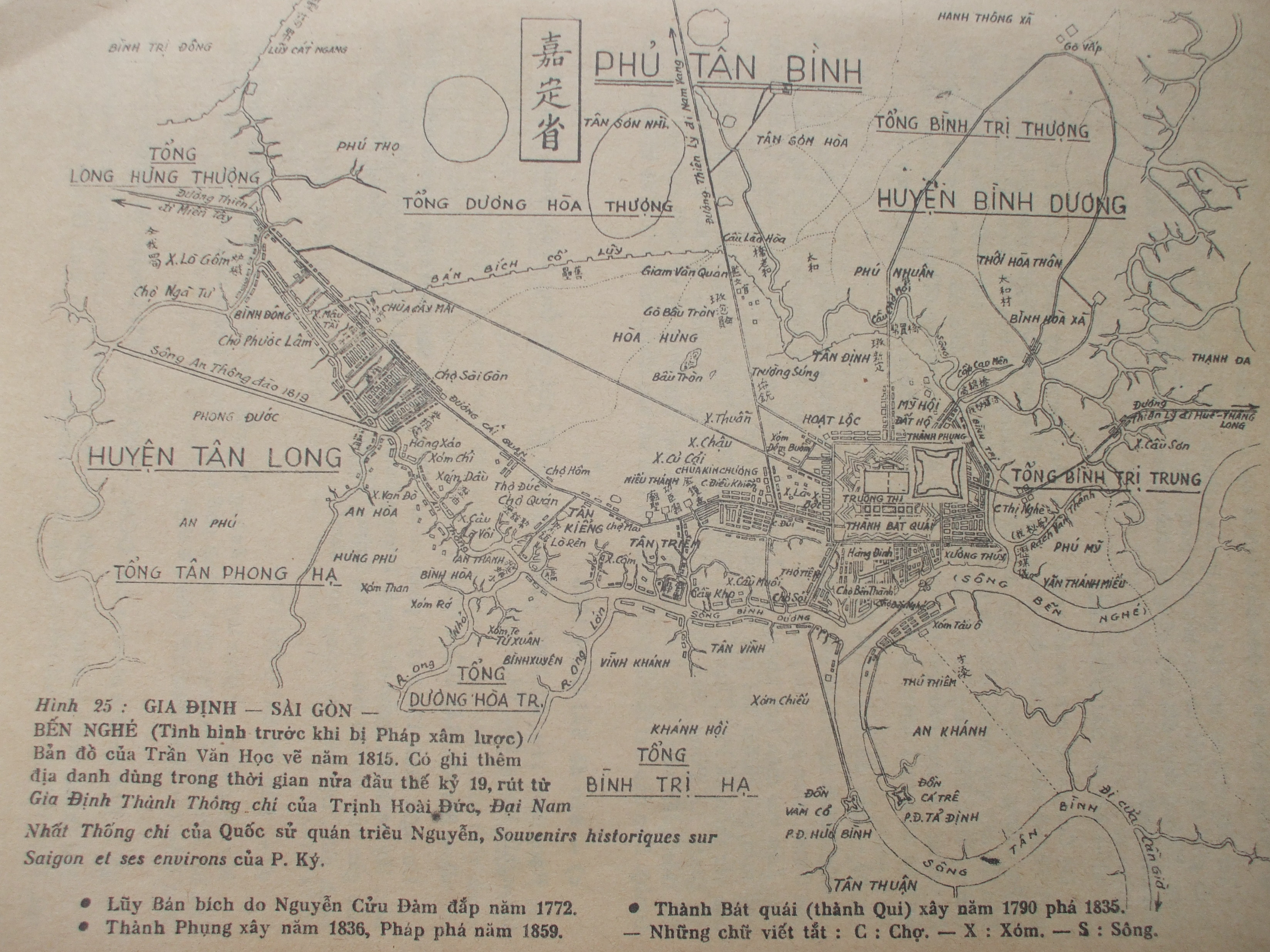
Bán Bích cổ lũy trên bản đồ Gia Định 1815 do Trần Văn Học vẽ.

Nguyễn Cửu Đàm vừa là nhà quân sự có tài vừa là nhà quy hoạch có tầm nhìn lớn. Quan sát bản đồ, thấy lũy Bán Bích tạo cho Sài Gòn biệt lập như một hòn đảo với ba mặt sông và một mặt thành. Cùng với những đồn bảo bố phòng ở những nơi hiểm yếu, thì coi như "thành phố này không còn sợ gì bất trắc nữa. Trong thực tế, quân Xiêm đã xâm phạm bờ cõi phía Nam nhiều lần, song lần nào cũng bị quân Việt đánh tan trước khi tới cửa ngõ thành phố."
Ngoài lũy ấy, kênh Ruột Ngựa (Mã Trường Giang) cũng do ông sai đào vào mùa thu năm Nhâm Thìn (1772), được Trịnh Hoài Đức ghi rõ trong sách Gia Định thành thông chí:
Nguyên xưa từ Rạch Cát ra phía Bắc đến Lò Gốm thì có một đường nước đọng móng trâu, ghe thuyền đi lại không được...Nguyễn Cửu Đàm có đào con kênh thẳng như ruột ngựa, nên mới đặt tên ấy.
Kênh này sau đó đã giúp cho thuyền bè qua lại giữa Sài Gòn với miền Tây thêm thuận lợi..
Do nhiều công lao, nên sau này (1810) Nguyễn Cửu Đàm được vua Gia Long cho thờ ở miếu Trung tiết công thần tại Huế. Và hiện nay ở quận Tân Phú, Thành phố Hồ Chí Minh có con đường mang tên ông.

## Thông tin thêm
Theo quan niệm của Pháp, của vua Gia Long thì năm 1790 là khai sinh thành phố Sài Gòn (Ville de Sai Gon), vì năm ấy là năm xây thành Bát Quái và lập Gia Định kinh. Nhưng theo các nhà nghiên cứu lịch sử Việt Nam, thì Sài Gòn đã là thành phố từ khi Nguyễn Cửu Đàm xây lũy Bán Bích năm 1772, vì "khi ấy phố xá, thương cảng đã được bảo vệ bởi một vách thành dài 15 dặm".